# Битва при Сихемі
Битва при Сихемі – битва між юдейським царем Александром Яннаєм та правителем Дамаска з династії Селевкідів Деметрієм III Евкером, котра сталась під час повстання юдеїв проти Янная.  

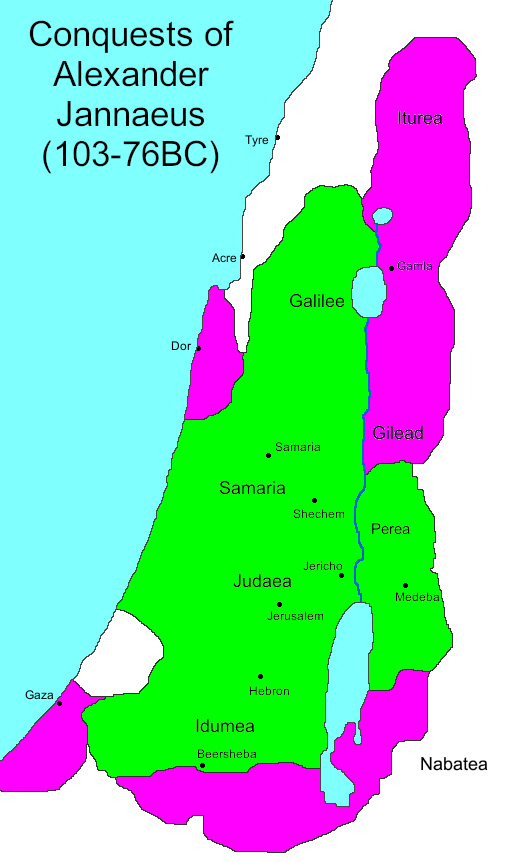
Юдея періоду правління Александра Янная. Сихем (Sichem) позначений на північний захід від Єрусалима

У другій половині 90-х рр. до н.е. в Юдеї спалахнуло повстання проти царя Александра Янная. Боротьба тривала цілих шість років та супроводжувалась численними жертвами (Йосип Флавій пише, що всього Яннай перебив 50 тисяч повсталих). В якийсь момент бунтівники звернулись за допомогою до Деметрія Евкера, котрий на той час був одним з трьох сирійських царів із династії Селевкідів, які боролись за владу у залишках цієї колись могутньої держави. Евкер прибув до Палестини зі своїм військом та з’єднався із загонами повсталих – Флавій оцінює цю об’єднану армію у 3 тисячі вершників та 40 тисяч піхотинців. Біля Сихема (південна Самарія, неподалік від сучасного Наблуса) дамаський правитель зустрівся із армією Александра Янная, котрий мав 6200 найманців (зазвичай Яннай набирав на службу пісідійців та кілікійців) та 20 тисяч юдеїв.  
Перед битвою обидві сторони намагались схилити на свій бік загони зі складу ворожої армії – Яннай умовляв юдеїв полишити язичника та приєднатись до свого правителя, тоді як зі сторони Деметрія подібні заходи вживались щодо найманців, котрих закликали не битись проти таких же еллінів. Втім, всі вояки тоді залишились вірними своїм провідникам. У наступній битві Деметрій втратив чимало солдат, проте зміг завдати Александру поразки. При цьому загинули всі найманці юдейського царя, котрі показали приклад вірності та хоробрості.
Александр втік у гори. В цей час до нього перебігло 6 тисяч юдеїв з числа тих, котрі раніше стали на бік Деметрія. Як наслідок, останній полишив державу Янная, оскільки побоявся об’єднання проти нього всіх юдеів. Що стосується Александра, то він ще тривалий час продовжував боротьбу з повсталими.